# Serra do Pereiro (tiểu vùng)
Serra do Pereiro là một tiểu vùng thuộc bang Ceará, Brasil. Tiều vùng này có diện tích 2048 km², dân số năm 2007 là 40223 người.